# David Böhm
David Böhm (nacido en Praga, el 31 de julio de 2001) es un jugador de baloncesto checo que mide 2,06 metros y puede alternar las posiciones de ala-pívot. Actualmente pertenece a la plantilla del EPG Guardians Koblenz de la ProA (Basketball Bundesliga).

## Trayectoria
Böhm comenzó a jugar a baloncesto con 7 años y se formó en las categorías inferiores del USK Praha hasta los 18 años, cuando se mudó a Estados Unidos en 2020 para ingresar en la Universidad Northern Kentucky, donde jugaría durante dos temporadas la NCAA con los Northern Kentucky University, desde 2020 a 2022. 
En la temporada 2022-23, regresó a casa para jugar en el USK Praha de la Národní Basketbalová Liga, la primera división checa, con el que promedió 12,9 puntos (con un 55% de acierto en tiros de 2 y 69% en tiros libres), 7,6 rebotes y 13,8 de valoración. 
El 29 de septiembre de 2023, firma por el Club Baloncesto Tizona de la Liga LEB Oro.
El 30 de septiembre de 2024, firma por el EPG Guardians Koblenz de la ProA (Basketball Bundesliga).